# エミール・ニューマン
エミール・ニューマン（Emil Newman, 1911年1月20日 - 1984年8月30日）は、アメリカの映画音楽の作曲家、指揮者。コネチカット州生まれ。アルフレッド・ニューマンの弟で、映画音楽の作曲家の一家として知られる「ニューマン・ファミリー」の一員である。兄や弟のライオネル、甥のデヴィッド、ランディたちほどには知られていないが、200本以上の映画を手掛けている。

## 主な作品
- センチメンタル・ジャーニー（1946年）　音楽監督
- 我等の生涯の最良の年（1946年）　音楽監督
- ジャンヌ・ダーク（1948年）　音楽監督